# Belisana yap
Belisana yap är en spindelart som beskrevs av Huber 2005. Belisana yap ingår i släktet Belisana och familjen dallerspindlar. Inga underarter finns listade.